# Skate or Die 2
Skate or Die 2: The Search for Double Trouble è un videogioco di skateboarding del 1990 sviluppato e pubblicato da Electronic Arts per Nintendo Entertainment System. Il gioco è un seguito di Skate or Die!.